# سياسة جمهورية الصين

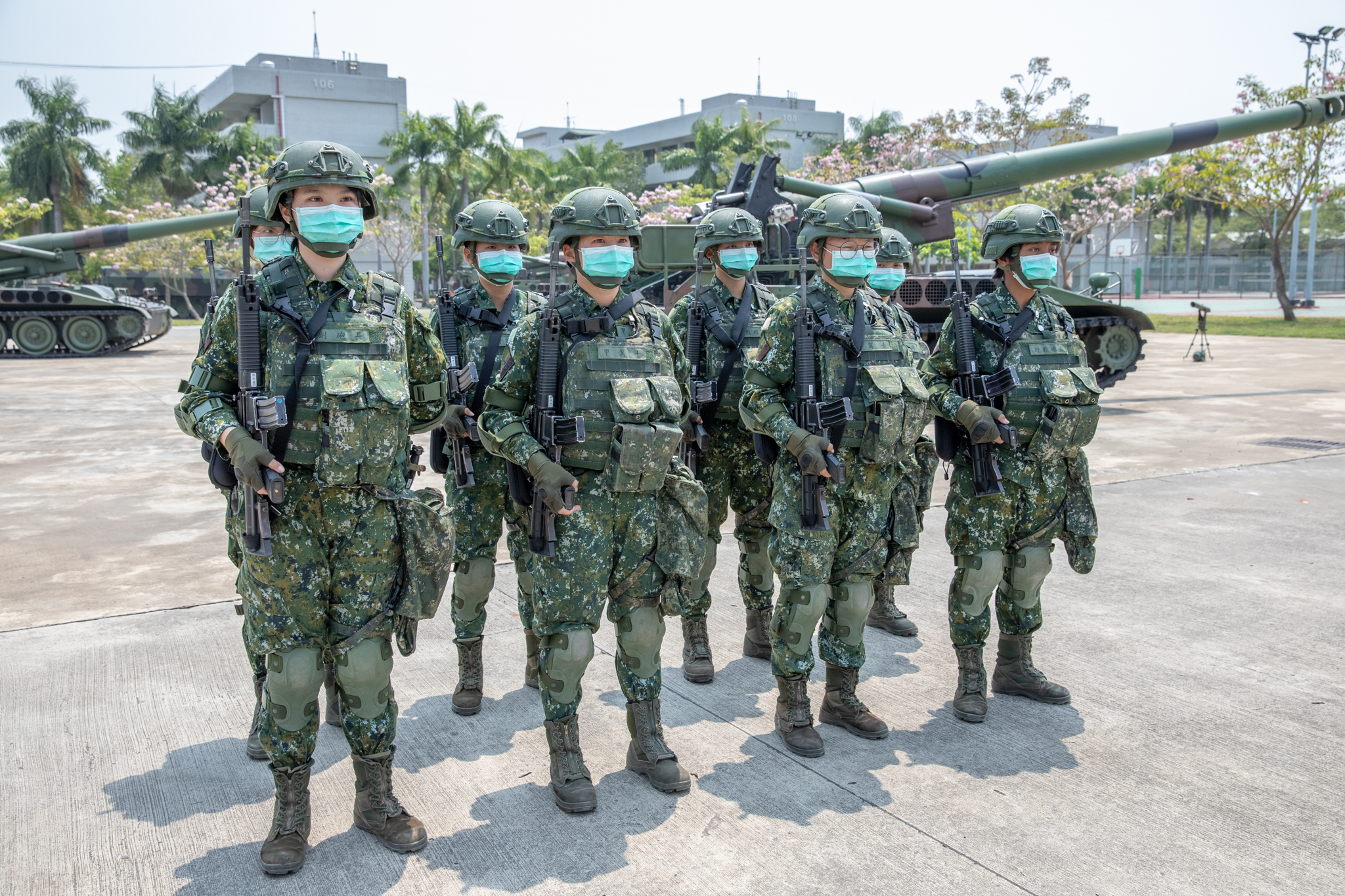
الصورة الرسمية لوانغ يو تشينغ / مكتب الرئيس

تجري السياسة في جمهورية الصين في إطار جمهورية ديمقراطية تمثيلية، إذ يكون الرئيس هو رئيس الدولة ورئيس الوزراء (رئيس اليوان التنفيذي) ورئيس الحكومة، ضمن نظام متعدد الأحزاب. تضطلع الحكومة بالسلطة التنفيذية. تناط السلطة التشريعية في المقام الأول بالبرلمان وتضبطها الحكومة. السلطة القضائية مستقلة عن السلطتين التنفيذية والتشريعية. يهيمن على نظام الأحزاب كل مِن: حزب الكومينتانغ (حزب الكومينتانغ، «الحزب الوطني الصيني»)، الذي يفضل عقد روابط أوثق مع بر الصين الرئيسي، والحزب الديمقراطي التقدمي، الذي يدعم استقلال تايوان.
تتألف جمهورية الصين الحديثة من تايوان (فورموزا) وبنغو (بيسكادوريس) بالإضافة إلى أجزاء من مقاطعة فوجيان (كينمن (كيموي) وماتسو) والعديد من الجزر الأصغر. تُعد المدن الست الرئيسية في تايوان، كاوسيونغ، تايبيه الجديدة، تايشونج، تاينان، تايبيه، وتايوان، تُعد بلديات خاصة. وتنقسم المناطق المتبقية إلى 3 مدن و13 مقاطعة.

## نظرة عامة
تنحكم جمهورية الصين بموجب دستور جمهورية الصين الذي وُضعت صياغته في عام 1947 قبل خضوع بر الصين الرئيسي للحزب الشيوعي الصيني الذي أرسى أسس حكومة لسائر الصين. في العام  1991، أُدخلت تعديلات جوهرية على الدستور، وطرح عدد من التفسيرات القضائية للأخذ بعين الاعتبار حقيقة أن الدستور يغطي مجالات أضيق بكثير مما كان متصورًا في الأصل.
تشدّد الحكومة في تايبيه رسميًا أنها الحكومة الشرعية الوحيدة لكل الصين، والتي عرّفتها على أنها تشمل تايوان، وبر الصين الرئيسي، ومنغوليا الخارجية. تماشيًا مع هذا الادعاء، عندما فرّ أعضاء حزب الكومينتانغ إلى تايبيه في عام 1949، أعادوا بناء مجموعة كاملة من الهيئات السياسية المركزية، كتلك التي كانت موجودة في بر الصين الرئيسي في العاصمة القانونية (نانجينغ). رغم أن معظم هياكل هذا الكيان ما تزال قائمةً، فقد تخلى الرئيس لي تينغ هوي في العام 1991 بشكل غير رسمي عن مطالبة الحكومة بالسيادة على بر الصين الرئيسي، مشيرًا إلى أنهم لا «ينازعون في حقيقة أن الشيوعيين يسيطرون على بر الصين الرئيسي». ومع ذلك، لم تغير الجمعية الوطنية رسميًا الحدود الوطنية، إذ قد يُنظر إليها على أنها مقدمة لاستقلال تايوان الرسمي. هددت جمهورية الصين الشعبية عدة مرات بشنّ حرب إذا قامت حكومة تايوان بإضفاء الطابع الرسمي على الاستقلال؛ كما هو الحال في قانون مكافحة الانفصال. في الواقع لم تحدد الجمعية الوطنية ولا المحكمة العليا ما يعنيه مصطلح «الحدود الوطنية القائمة»، كما هو منصوص عليه في الدستور. وقد رفضت الأخيرة القيام بذلك مدعية أنها «قضية سياسية كبرى».

## التاريخ السياسي

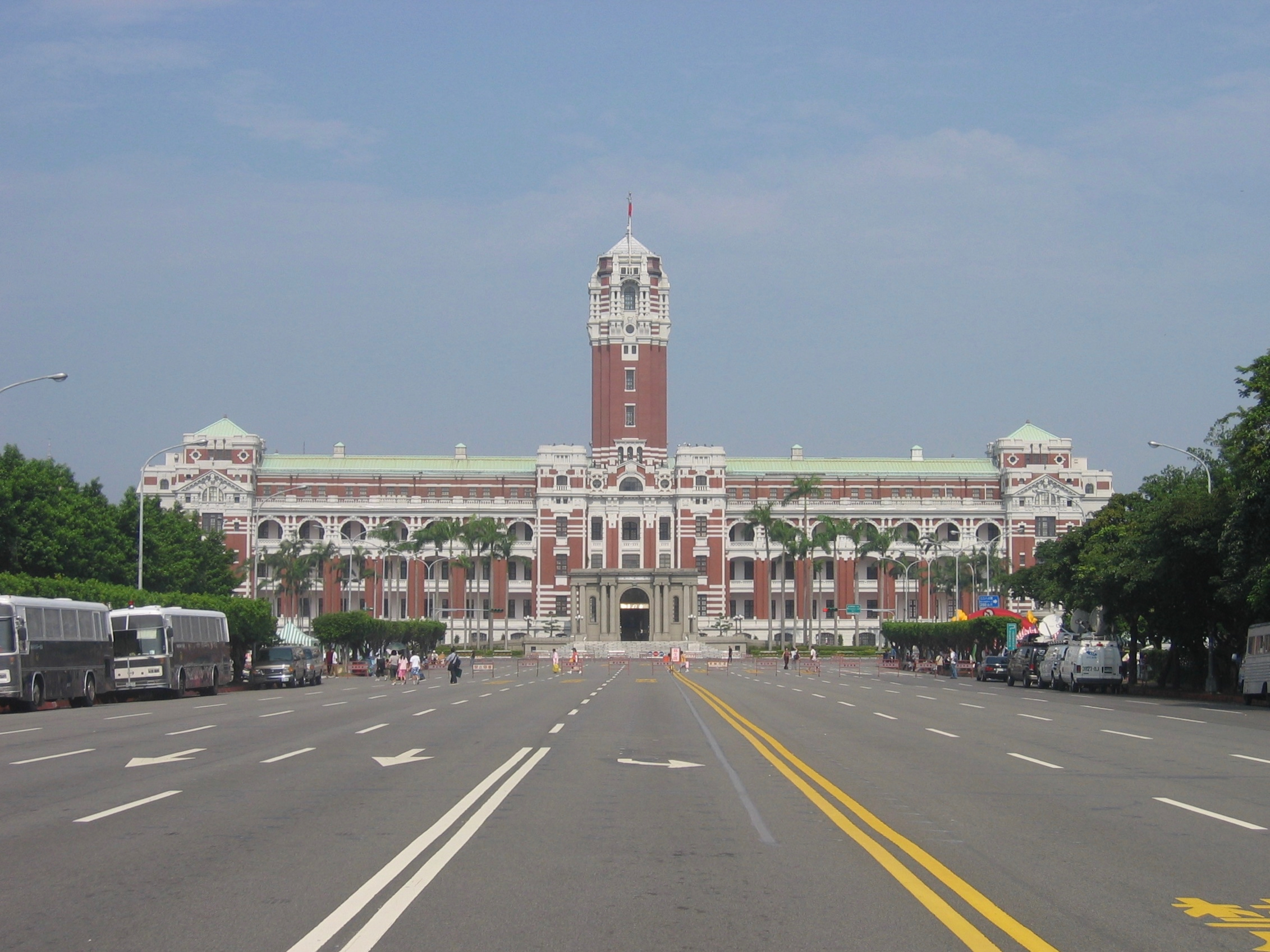
مكتب الرئيس (總統府)، تايبيه، جمهورية الصين. 06/08/2005

### جمهورية الصين على بر الرئيسي الصيني 1911-1949
منذ البداية تمحور تأسيس الجمهورية حول المبادئ الثلاثة للشعب: القومية، والديمقراطية، وقُوت الشعب. جاءت القومية بمعنى أن عرق الهان الصيني يقف ضد حكم مانشو والتدخل الياباني والغربي، والديمقراطية كانت تعني حكمًا منتخبًا على غرار البرلمان الياباني، ومبدأ قوت الشعب أو الاشتراكية يعني التنظيم الحكومي لوسائل الإنتاج. وهناك مبدأ آخر أقل شهرة أُسست الجمهورية عليه هو خمسة أعراق في اتحاد واحد، الذي أكد على انسجام المجموعات العرقية الخمس الرئيسية في الصين كما تمثلها الخطوط الملونة للعلم الأصلي ذي الألوان الخمسة للجمهورية. ومع ذلك، ففي العام 1927، تم التخلي عن مبدأ خمسة أعراق في اتحاد واحد وبالتالي عن العلم الموافق لهذا الشعار.
على أرض الواقع ظلّت هذه المبادئ الثلاثة دون أثر حقيقي. اتّسم عهد الصين الجمهورية بهيمنة أمراء الحرب، والغزو الأجنبي، والحرب الأهلية. على الرغم من وجود مشرعين منتخبين، فمنذ نشأتها  كانت الجمهورية ذات طبيعة ديكتاتورية يحكمها إلى حد كبير حزب واحد مع وجود بعض الأحزاب الصغيرة، بما في ذلك حزب الشباب الصيني، والحزب الاشتراكي الوطني وحزب البناء الريفي،  مع قمع الكوادر الشيوعية المعارضة داخل حزب الكومينتانغ. نظرًا لضعف الحكومة المركزية، لم يُتح فعل الكثير فيما يخص إصلاح الأراضي أو إعادة توزيع الثروة. تلخصت السياسة في هذا العصر في المقام الأول في الصراع السياسي والعسكري بين حزب الكومينتانغ والحزب الشيوعي الصيني الذي نشب بين الموجة والأخرى من موجات من المقاومة الفاعلة ضد الغزو الياباني.

### البنية السياسية
تأسست أول حكومة وطنية للجمهورية الصينية في 1 يناير 1912، في نانجينغ، برئاسة سن يات سن في منصب الرئيس المؤقت. أُرسل المندوبون الإقليميون للتأكيد على سيادة الحكومة الوطنية، وشكلوا لاحقًا البرلمان الأول. كانت سلطة هذه الحكومة الوطنية محدودة وقصيرة الأجل، إذ هيمن الجنرالات على مناطق وسط وشمال الصين. شملت الإجراءات المحدودة التي اتخذتها هذه الحكومة التنازل الرسمي عن حُكم سلالة تشينغ وبعض المبادرات الاقتصادية.
بعد فترة وجيزة من تسلّم القائد يوان شيكاي لمقاليد الحكم، أصبحت سلطة البرلمان رمزية. قوبلت انتهاكات يوان بحق الدستور بردّات فعل معارضة باهتة، ومُنح أعضاء حزب الكومينتانغ في البرلمان الذين تخلوا عن عضويتهم في الحزب 1000 باوند. حافظ يوان على سطوته على السلطات المحلية عن طريق إرسال جنرالات عسكريين ليكونوا حكام مقاطعات أو من خلال الحصول على ولاء أولئك الذين كانوا أصلًا في موقع السلطة. اعترفت القوى الأجنبية بسلطة يوان أيضًا: وعندما قدمت اليابان إلى الصين المطالب الإحدى والعشرين، كان يوان هو الذي رضخ لها، في 25 مايو 1915.
عند وفاة يوان في عام 1916، أُعيد عقد برلمان عام 1913 لإضفاء الشرعية على حكومة جديدة. ومع ذلك، انتقلت السلطة الحقيقية في ذلك الوقت لتتركز في أيدي القادة العسكريين، وبها بدأت فترة أمراء الحرب. رغم ذلك كان للحكومة الضعيفة بعض الفائدة –عندما نشبت الحرب العالمية الأولى، رغبت العديد من القوى الغربية واليابان أن تعلن الصين الحرب على ألمانيا، من أجل تصفية استثمارات الأخيرة هناك.
منذ بداية النهاية لمرحلة الصين الجمهورية، كانت السلطة السياسية تُمارس عمومًا عبر وسائل قانونية وغير قانونية. حكم اليوان كديكتاتور وأعاد صياغة الدستور تماشيًا مع رؤاه الخاصة. انسحب أمراء الحرب من الجمهورية، وحكموا من خلال السلطة العسكرية؛ ورسّخ تشيانغ سلطته السياسية عبر القوة العسكرية. في ذلك الوقت، حكم تشيانغ بصفته دكتاتورًا أكثر من صفته قائدًا لدولة الحزب الواحد. لجأ تشيانغ إلى استخدام تكتيكات الإرهاب الأبيض والحملات العسكرية المختلفة للقضاء على الحزب الشيوعي الصيني، ولم يتوانَ عن توظيف الشرطة والأجهزة العسكرية لمهاجمة المعارضين. رغم كل ذلك، لم يمتد تأثير سلطة تشيانغ إلى ما بعد دلتا اليانغتسي، وكانت بقية البلاد تحت السيطرة الفعلية لأمراء الحرب السابقين، الذين اضطر تشيانغ لمواجهة حركات تمردهم طوال الثلاثينيات، حتى بعد الحملة الشمالية، التي وحدت البلاد اسميًا. بقيت السلطات السياسية المحلية قوية في جميع أنحاء الصين الجمهورية، وتدهورت السلطة المركزية بشكل مستمر حتى نشوب الحرب الصينية اليابانية الثانية، لدرجة أن تشيانغ لم يعد أكثر من «رئيس تحالف فضفاض»، وفقًا لما ذكره ألبرت ويدميير.

### جمهورية الصين في تايوان منذ 1949
بعد وفاة تشيانغ كاي شيك في العام 1975، ووفقًا لأحكام الدستور، تولى نائبه ين تشيا-كان السلطة من العام 1975 حتى 1978، ولكن السلطة الفعلية كانت بيد سكرتير الحزب الشيوعي الصيني تشاينغ تشينغ-كيو، الذي كان أمين عام الحزب الشيوعي الصيني وابن تشانغ كاي-شيك. خلال فترة رئاسة تشاينغ تشينغ-كيو من الأعوام 1978 حتى 1988، راح النظام السياسي في تايوان يخطو خطوات تغيير تدريجية في اتجاه الليبرالية.